# Václav Cibula
Václav Cibula (7. listopadu 1925 Slaný – 4. května 2009 Praha) byl český spisovatel a překladatel z francouzštiny a španělštiny.

## Život
Po maturitě na gymnáziu ve Slaném studoval v letech 1945 až 1949 srovnávací dějiny literatury u Václava Černého na Filozofické fakultě Univerzity Karlovy v Praze. Kde také roku 1950 získal titul PhDr. Od roku 1953 pracoval jako redaktor literární rubriky v deníku Lidová demokracie, odkud přešel roku 1964 do literární redakce Československého rozhlasu, kde pracoval až do důchodu v roce 1990.
Václav Cibula je autorem řady i v zahraničí uvedených rozhlasových her a dramatizací, jako prozaik je významný svými převyprávěními českých i světových pohádek, bájí, legend, pověstí, středověké hrdinské epiky a taškářských příběhů určených dětem a mládeži. Ke svým adaptacím často připojuje spojovací texty a komentáře, které zasazují skladby do literárních a historických souvislostí.

## Dílo

### Rozhlasové hry
- Tunel (1947),
- Svět před námi (1960),
- Obyčejná sobota (1964), uvedeno též v Anglii, Kanadě a na Novém Zélandu,
- Stromy (1967),
- Něco jako hvězda (1967),
- Dvaatřicet metrů (1972),
- Konec jednoho týdne (1973),
- Setkání (1974),
- Oranžová cesta (1977),
- Růže pro Helenu (1978),
- Lavina (1979),
- Vlajka na vrcholu (1981).

### Televizní hry
- Případ Jules Verne (1971),
- Horolezci (1973),

### Próza
- Jezero Naděje (1955), pohádky z poloostrova Yucatán,
- Modrá protěž (1959), povídka pro děti,
- Na horách a na moři (1960), reportáže z Albánie,
- Tatry mého srdce (1963), reportáže,
- Hrdinské legendy staré Francie (1963, přepracováno 1973), mládeži určené převyprávění francouzských středověkých hrdinských eposů (Poslední výprava rytíře Rolanda, Jak se stala Berta královnou, Dobytí města Nîmes, Život a dobrodružství Renalda z Montalbanu, Oberon)
- Život v manéži (1966, přepracováno 1970), zpracování vzpomínek Karla Kludského, člena nejstaršího českého cirkusového rodu.
- Meč a píseň (1970), hrdinské báje staré Evropy, převyprávění, společně s Vladimírem Hulpachem a Emanuelem Fryntou, roku 1995 pod názvem Hrdinové starých evropských bájí.
- Pražské pověsti (1972, přepracováno 1977),
- Čarovný zeměklíč (1976), tatranské pověsti a pohádky,
- Cid a jeho věrní (1978), hrdinské zpěvy starého Španělska (převyprávění pro mládež),
- Jánošík (1981), pro mládež
- Nové pražské pověsti (1981),
- Španělské pohádky (1984),
- Pražské figurky (1985), životopisné příběhy,
- Taškář Ferrazanu (1985), převyprávění sicilských taškářských příběhů (pro mládež)
- O Enšpíglovi (1988), taškářské příběhy pro mládež,
- Objevujeme Prahu (1988), průvodce pro děti,
- Kamzík (1988), povídka pro děti),
- Francouzské pohádky (1991),
- Královská cesta (1992), průvodce,
- Mušketýři v peřejích (1996), závodní i životní dráha třech nejslavnějších vodních slalomářů 70. let – Petra Sodomky, Karla Třešňáka a Jaroslava Radila.

### Překlady
- Prosper Mérimée: Tamango (1951),
- Miguel de Cervantes y Saavedra: Bdělý strážný (1955),
- Vicente Blasco Ibáñez: Vinné sklepy (1956),
- René Clair: Velké manévry (filmový scénář) (1957),
- Jean-Paul Clébert: Zajatci tmy (1958),
- Prosper Mérimée: Lokis (1959),
- Juan Goytisolo: Svátky (1962),
- Mateo Alemán: Dobrodružný život Guzmána z Alfarache (1964),
- Marc Soriano: Nezvěstný plukovník (1967),
- Paul d'Ivoi: Honba za rádiem (1970),
- Gustave Aimard: Zálesáci z Arkansasu (1971),
- Maurice Leblanc: Arsène Lupin contra Herlock Sholmes (1971),
- Jeanne-Marie Leprince de Beaumont: Kráska a zvíře (1971),
- Henri Chabrillat – Paul d'Ivoi: S prázdnou kapsou kolem světa (1973),
- Claude Aveline: O lvu, který měl rád jahody (1975),
- Maurice Leblanc: Blondýnka (1987).